# Éperlecques
Éperlecques (tiếng Hà Lan: Sperleke) là một xã của tỉnh Pas-de-Calais, thuộc vùng Hauts-de-France, miền bắc nước Pháp.

## Liên kết ngoài

Vista towards Hellebrouck

## Dân số
| 1962                                                           | 1968 | 1975 | 1982 | 1990 | 1999 |
| -------------------------------------------------------------- | ---- | ---- | ---- | ---- | ---- |
| 2061                                                           | 2168 | 2276 | 2556 | 2785 | 2885 |
| Census count starting from 1962: Population without duplicates |      |      |      |      |      |

## Thành phố kết nghĩa
Zonnebeke tại Bỉ.